# Clathria corneolia
Clathria corneolia är en svampdjursart som beskrevs av Hooper och Claude Lévi 1993. Clathria corneolia ingår i släktet Clathria och familjen Microcionidae. Inga underarter finns listade i Catalogue of Life.